# Kroktjärnen (Björna socken, Ångermanland, 706549-163896)
Kroktjärnen är en sjö i Örnsköldsviks kommun i Ångermanland och ingår i Gideälvens huvudavrinningsområde.